# Wołanie do Yeti
Wołanie do Yeti – tom poetycki z 1957 roku autorstwa Wisławy Szymborskiej, wydany po raz pierwszy nakładem Wydawnictwa Literackiego. Po dwóch utrzymanych w duchu socrealizmu tomach Dlatego żyjemy (1952) i Pytania zadawane sobie (1954) uznawany za właściwy debiut literacki Szymborskiej oraz początek nowego etapu jej twórczości. Już w Wołaniu do Yeti zaznacza się charakterystyczny dla jej twórczości styl, polegający na stosowaniu aforyzmów i paradoksów jako podstawowych figur retorycznych, filozoficznym dystansie do świata oraz nieufności wobec doktryn i systemów.

## Treść
W Wołaniu do Yeti Szymborska rozliczała się ze swą dotychczasową twórczością, krytykując swoją postawę wobec „zdrajców” systemu stalinowskiego. W wierszu Minuta ciszy po Ludwice Wawrzyńskiej podmiot liryczny pisze: „Tyle wiemy o sobie, / ile nas sprawdzono. / Mówię to wam / ze swego nieznanego serca”. W utworze Obmyślam świat pojawia się ironiczne stwierdzenie, iż ów terapeutyczny gest autorskiej przemiany może się nie zdać na wiele: „wydanie drugie, poprawione / idiotom na śmiech, / melancholikom na płacz, / łysym na grzebień, / psom na buty”. Innym przykładem świadomej skruchy Szymborskiej był jej wiersz Rehabilitacja:

Czas własną głowę w ręce brać

mówiąc jej: Biedny Yorik, gdzież twoja niewiedza,

gdzież twoja ślepa ufność, gdzież twoja niewinność

twoje jakoś to będzie, równowaga ducha

pomiędzy niesprawdzoną a sprawdzoną prawdą?

Świadomość dotychczasowego uwikłania w dotychczasowy okres terroru stalinowskiego zmusiła Szymborską do sceptycyzmu wobec świata. W wierszu Obmyślam świat pojawia się sformułowanie, iż rzeczywistość „jest jak Bach / chwilowo grany / na pile”. Krystyna Dąbrowska pisze, iż u Szymborskiej „nieufność wobec wszelkich niesprawdzonych prawd uruchamia wyobraźnię, skłania do tego, by przyglądać się rzeczywistości z nietypowych punktów widzenia, zmieniać i zderzać ze sobą różne perspektywy”. Wszelako nigdy ta postawa w Wołaniu do Yeti nie jest nihilistyczna. Autorka w wierszu Drobne ogłoszenia broniła „wpatrywania się / w gwiaździste niebo, / żuchwy sinantropusa, / skok pasikonika, / plankton, / płatek śniegu”. W utworze Z nie odbytej wyprawy w Himalaje pojawia się iskierka nadziei: 

Yeti, nie tylko zbrodnie

są u nas możliwe.

[...]

Dziedziczymy nadzieję –

dar zapominania.

[...]

Yeti, o zmroku

zapalamy światło.

Za najsłynniejszy utwór Szymborskiej z Wołania do Yeti uchodzi Nic dwa razy, ośmiozgłoskowiec zaczynający się filozoficznym banałem wywiedzionym z twórczości Heraklita, jednak płynnie przechodzący w subtelny erotyk:

Nic dwa razy się nie zdarza
i nie zdarzy. Z tej przyczyny
zrodziliśmy się bez wprawy
 i pomrzemy bez rutyny.

[...]

Czemu ty się, zła godzino,

z niepotrzebnym mieszasz lękiem?

Jesteś – a więc musisz minąć.

Miniesz – a więc to jest piękne.

Utwór Szymborskiej, jak twierdzi Stanisław Balbus, bardziej od przemijania życia akcentuje przemijalność uczuć erotycznych. Co więcej, owa przemijalność jest oceniana pozytywnie, albowiem w Nic dwa razy „owo bycie miłości w stałej gotowości do ucieczki, na granicy utraty [...] gwarantuje autentyczność i pewność jej faktycznego istnienia". Nic dwa razy stał się „filozoficznym szlagierem” i był wykonywany jako piosenka przez Łucję Prus, a następnie przez Korę Jackowską z zespołu Maanam. Agnieszka Osiecka pisała, iż ów wiersz „opowiada mądrze i prawdziwie, a jednocześnie najprościej o ludzkim życiu i wszystkim, co w nim”.